# Městský hřbitov v Děčíně-Folknářích
Městský hřbitov v Děčíně-Folknářích je hlavní městský hřbitov v Děčíně. Nachází se na východním okraji města, v ulici Hřbitovní nedaleko někdejší samostatné obce Folknáře.   

## Historie

### Vznik
Hřbitov byl zřízen ve druhé polovině 19. století na velkém pozemku za městem poté, co dosavadní městský hřbitov v lokalitě Weinbrunn (Mariánská louka) nedaleko pozdějšího železničního mostu přes Labe, fungující od roku 1859, přestával kapacitně vyhovovat.

### Přestavba

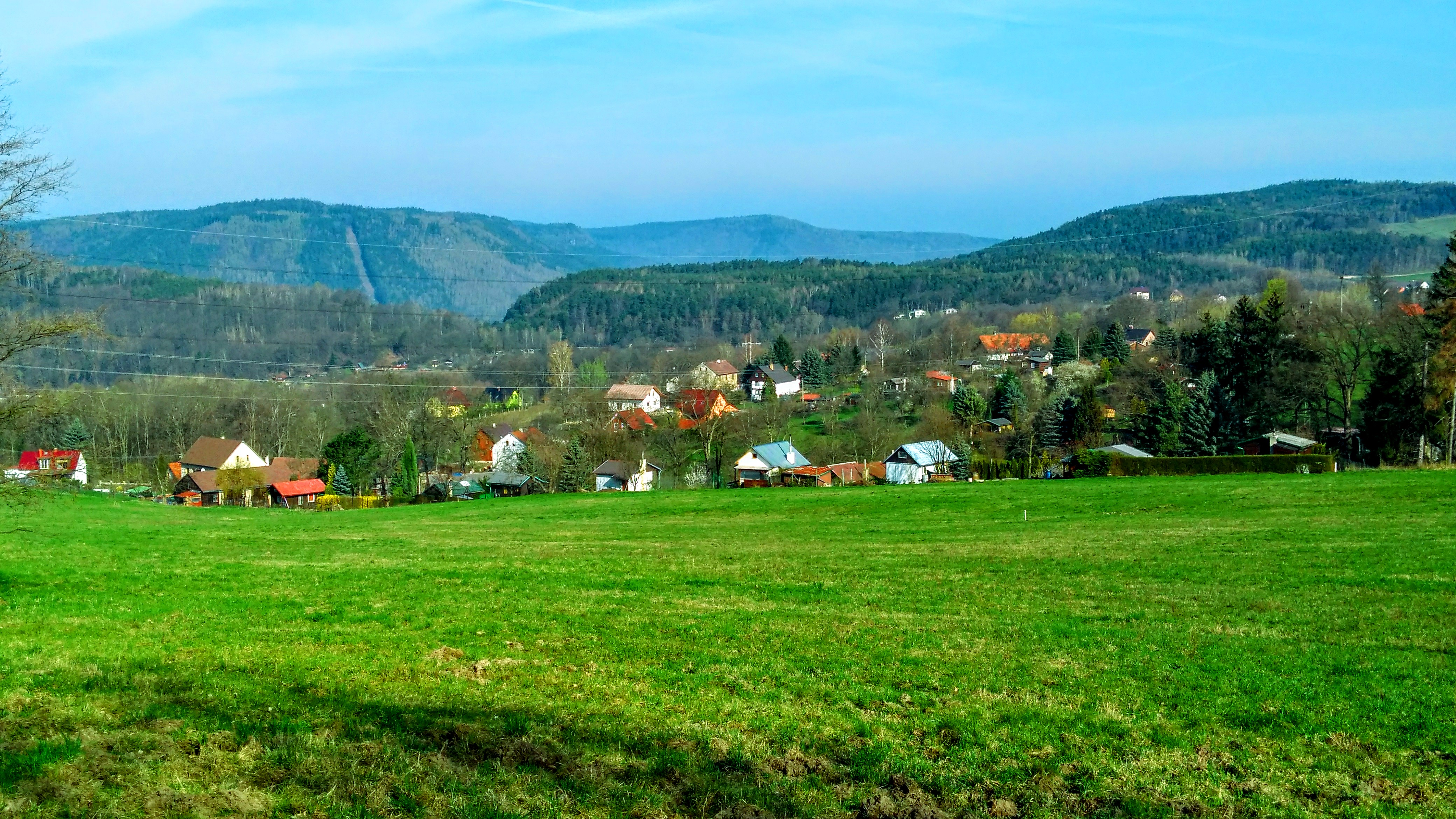
Městská část Folknáře, u které se hřbitov nachází

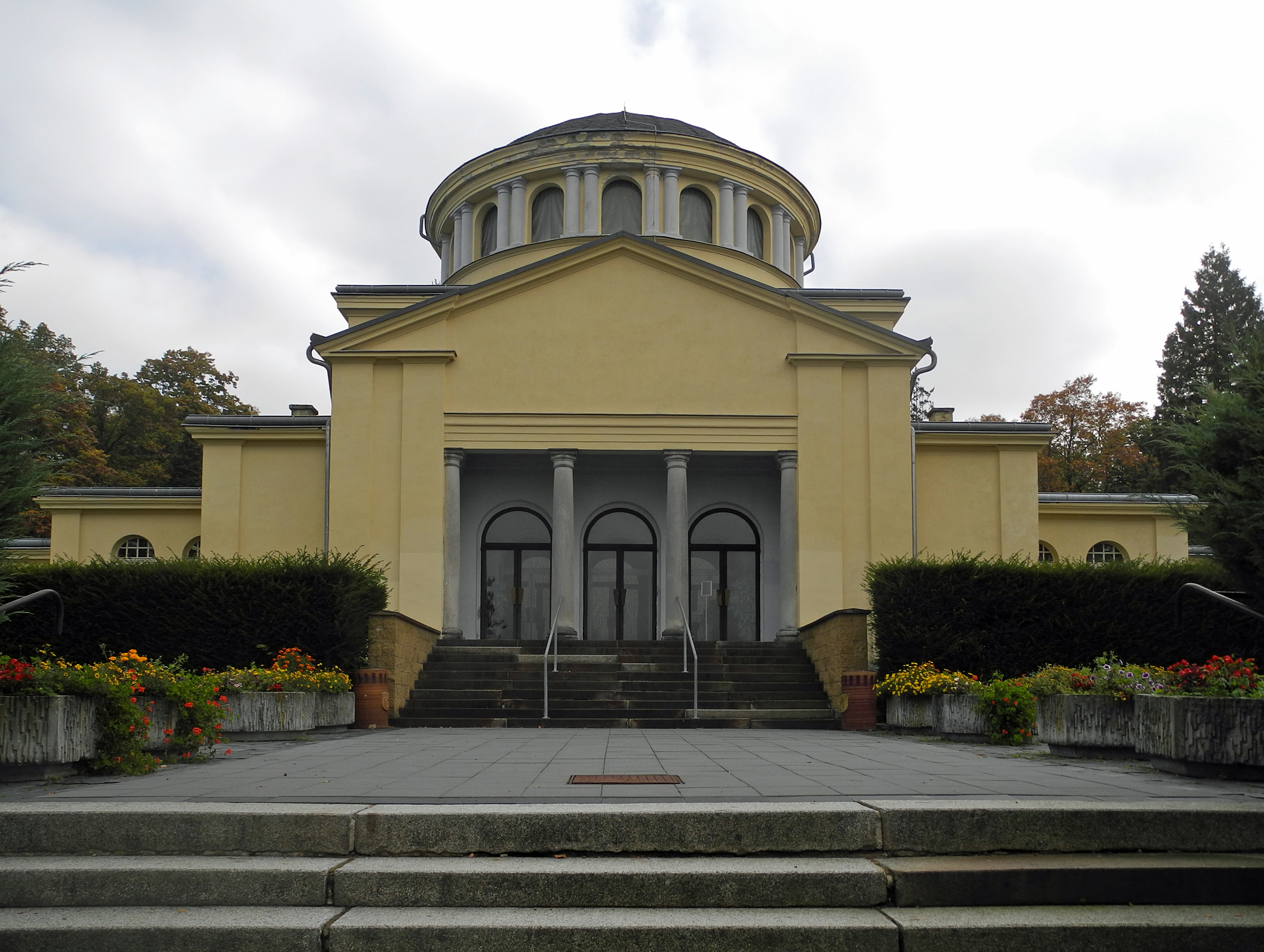
Smuteční obřadní síň Děčín - Folknáře

Roku 1913 byla vypsána architektonická soutěž na úpravu areálu, ve výběrové komisi zasedli mimo jiné profesor pražské německé techniky Friedrich Kick a W. Harich, vrchní inspektor Severozápadní dráhy. Vítězným návrhem se stala práce architekta Konrada Hirschböcka z Magdeburgu, ve spolupráci s architektem Kurtem Schützem a zahradním architektem Georgem Kuhtem. Na druhém místě skončil návrh Maxe Hegeleho, na třetím pak Friedrich Pindt z Vídně. Úprava zahrnovala nové uspořádání celé plochy a výstavbu obřadní síně v neobyzantském slohu.
Spolu s městským hřbitovem zde vznikl také nový židovský hřbitov, poté co starý židovský hřbitov přestal kapacitně stačit. Okolo roku 1930 byl na podmokelském břehu Labe založen další hřbitov v obci Škrabky. Podél zdí areálu je umístěna řada hrobek významných obyvatel města, pohřbeni jsou na hřbitově i vojáci a legionáři bojující v první a druhé světové válce. 

### Po roce 1945
S odchodem téměř veškerého německého obyvatelstva města v rámci odsunu Sudetských Němců z Československa ve druhé polovině 40. let 20. století zůstala řada hrobů německých rodin opuštěna a bez údržby. Po zrušení hřbitova na Mariánské louce okolo roku 1952 ze z foklnářského stal hlavní městský hřbitov.
V Děčíně se nenachází krematorium, ostatky zemřelých jsou zpopelňovány povětšinou v krematoriích v Ústí nad Labem a v Liberci.

## Osobnosti pohřbené na tomto hřbitově
- Ladislav Bumba (1926–2016) – učitel a politický vězeň komunistického režimu v Československu.
- Věra Nemethová (1964–2020) – známa jako televizní kartářka a věštkyně Jolanda
- Rudolf Hanke (1903–1976) – horolezec a odbojář